# Eliezer
Eliezer je mužské křestní jméno. Pochází z hebrejštiny a jeho výchozí význam je Bůh je pomoc.

## Domácké podoby
Eli, Elek, Ezer, Elez

## Známí nositelé
- Eli'ezer Šostak – izraelský politik
- Eli'ezer Kaplan – izraelský politik a aktivista
- Eliezer Melamed – izraelský rabín
- Eli'ezer Peri – izraelský politik
- Eliezer Ben Jehuda – izraelský jazykovědec

## Eliezer jako příjmení
- Benjamin Ben Eliezer – izraelský politik

## Podobná jména
- Eleazar